# قوانین جهانی نام‌گذاری برای جانوران
قوانین جهانی نام‌گذاری برای جانوران (International Code of Zoological Nomenclature) (یا به اختصار ICZN یا ICZN Code) یک مجمع به اکثریت عموم پذیرفته شده برای جانورشناسی است که نام علمی ارگانیسم‌هایی که رفتارهای جانوری دارند را کنترل می‌کنند. اصولی که بر پایه آن نظم دهی می‌شود عبارتند از:
1. آیا اسم انتخاب شده از قوانین نام علمی پیروی می‌کند.
2. چه نام‌هایی می‌توان انتخاب کرد که هیچ تداخلی با سایر موارد نداشته باشند.
3. چگونه به این نام‌ها در ادبیات علمی ارجاع داده می‌شود.